# Sansepolcro
Sansepolcro (anticamente Borgo San Sepolcro, da cui la forma vernacolare Bórgo, oggi diffusa, o Bòrgo secondo la fonetica più antica) è un comune italiano di 15 167 abitanti della provincia di Arezzo in Toscana, al confine con Umbria e Marche. Libero comune prima e poi culla di cultura rinascimentale, fu elevato a sede di diocesi e insignito del titolo di città il 17 settembre 1520 da papa Leone X e il cui gonfalone è decorato con medaglia d'argento al valor militare.
Posta a nord est di Arezzo sulle rive del Tevere, all'estremo est della Toscana, al crocevia di quattro regioni Toscana, Marche, Umbria ed Emilia-Romagna è polo principale di una conurbazione che coinvolge anche il limitrofo comune di San Giustino, in provincia di Perugia.
Dal 1520 al 1986 la città è stata capoluogo dell'omonima diocesi; dal 1986 fa parte della Diocesi di Arezzo-Cortona-Sansepolcro, di cui è sede contitolare.

## Geografia fisica

### Territorio
Il territorio comunale ha un'estensione di 91,48 km²; inserito nel sistema geografico dell'Appennino centrale, pur appartenendo geograficamente all'area umbra dal 1441 fa amministrativamente parte della Toscana, rispetto alla quale si trova al confine orientale, tra la riva sinistra del Tevere e l'Alpe della Luna sullo spartiacque appenninico. Inoltre, costituisce il territorio toscano che si incunea tra le regioni Marche e Umbria
La città si trova a 330 m s.l.m. L'altitudine minima del territorio comunale è di 295 m s.l.m., quella massima di 1 384 m s.l.m., per un'escursione altimetrica di 1 089 metri. Il territorio comunale, classificato di sismicità media, si estende prevalentemente su una zona collinare interna compresa tra la bassa catena preappenninica a ovest e l'Appennino a est; la zona pianeggiante occupa la parte sud-ovest del territorio ed è attraversata dal fiume Tevere.
Pur essendo posta sul versante tirrenico, nel corso dei secoli ha sviluppato profondi legami culturali, economici e sociali con l'area adriatica (la costa adriatica dista meno di 100 km), particolarmente con la Romagna — con la quale comunica attraverso il Passo di Viamaggio, in direzione di Rimini — e il Montefeltro.
Il territorio del comune di Sansepolcro è un'area di intensità sismica di livello medio-alto. Dopo quelli del 1781 e del 1789, l'ultimo terremoto di una certa rilevanza si è verificato il 13 giugno 1948 (noto come terremoto di Sansepolcro). In seguito si sono avuti fenomeni sismici nel 1984, nel 1997 (in parte collegato al terremoto di Umbria e Marche), e nel 2001.
- Classificazione sismica: zona 2 (sismicità medio-alta), Ordinanza PCM 3274 del 20/03/2003

### Clima
Secondo la stazione meteorologica di Sansepolcro il periodo invernale, come succede in Toscana è piuttosto freddo con frequenti gelate che interessano il fondovalle. Le precipitazioni nevose, presenti ogni anno ma discontinue quanto a frequenza ed intensità, interessano prevalentemente le alture e occasionalmente raggiungono il fondovalle. La primavera e l'autunno sono le stagioni più piovose, l'estate è la più siccitosa. Il periodo di utilizzo del riscaldamento a metano va dal 15 ottobre al 15 aprile. Il mese più freddo è gennaio, con una temperatura media di +4,0 °C, mentre quello più caldo è luglio con una temperatura media di +22,1 °C.
- Classificazione climatica: zona E, 2231 GR/G
- Diffusività atmosferica: media, Ibimet CNR 2002

## Storia
Il territorio del Comune di Sansepolcro ha restituito significative tracce di antropizzazione a partire dall'VIII secolo a.C.; la zona più abitata era quella della pianura, alla confluenza del torrente Afra nel fiume Tevere. Nell'area dell'odierna città, però, mancano tracce archeologiche che facciano pensare a un popolamento differente da un abitato fatto di case sparsi e piccoli nuclei almeno per tutto il primo millennio dell'era cristiana. È agli inizi del secondo millennio che cominciano ad apparire le prime tracce documentarie sicure.
Sulla fondazione esistono comunque alcune ipotesi fra cui quella di Vincenzo Benini che sostiene che il centro si sviluppi sui resti di un solitario accampamento romano abbandonato a se stesso dopo la crisi dell'impero. A sostegno mancano prove documentali, ma lo studioso mette in relazione a questa tesi un monumento funebre romano conservato al Museo Civico con la pianta della parte antica della città, che pare ricalcare quella di un castrum romanum. Contro questa tesi scrisse il cognato di Benini, Antonio Ribalta, forse però per rivalità familiari. Dopo la pubblicazione di questa ipotesi (1978), l'arch. Giovanni Cecconi, in due studi apparsi nel 1992 e nel 1994, ha proposto la tesi dell'origine del Borgo, poi Sansepolcro, dal vicus romano di Voconianus (località Boccognano).

### Origini del Borgo attorno all'abbazia del Santo Sepolcro
La fondazione del centro abitato viene fatta risalire al X secolo. Secondo la tradizione locale due pellegrini di ritorno dalla terra santa, Arcano ed Egidio da Sansepolcro, vi fondarono un oratorio, con annesso ospedale per i pellegrini, dedicato a San Leonardo per custodirvi alcune reliquie del Santo Sepolcro, e fu da queste che il nuovo abitato ebbe il nome di Borgo San Sepolcro.
Poco più tardi i benedettini fondarono nei pressi dell'oratorio una comunità monastica, erigendo l'abbazia dedicata al Santo Sepolcro e ai Santi Quattro Evangelisti. Questa è documentata a partire dall'anno 1012 in località Noceati. Le prime fonti storiche parlano di una abbazia benedettina, poi passata tra il 1137 e il 1187 alla congregazione camaldolese, nel territorio della Diocesi di Città di Castello. Attorno al monastero si sviluppò, successivamente, il nucleo del centro cittadino che raggiunse la fisionomia recente agli inizi del XIV secolo. Un elemento propulsore dello sviluppo del centro abitato fu il privilegio di organizzare il mercato settimanale nel giorno di sabato e una fiera annuale all'inizio di settembre, concesso all'abate dall'imperatore Corrado II nel 1038.

### Comune e signoria

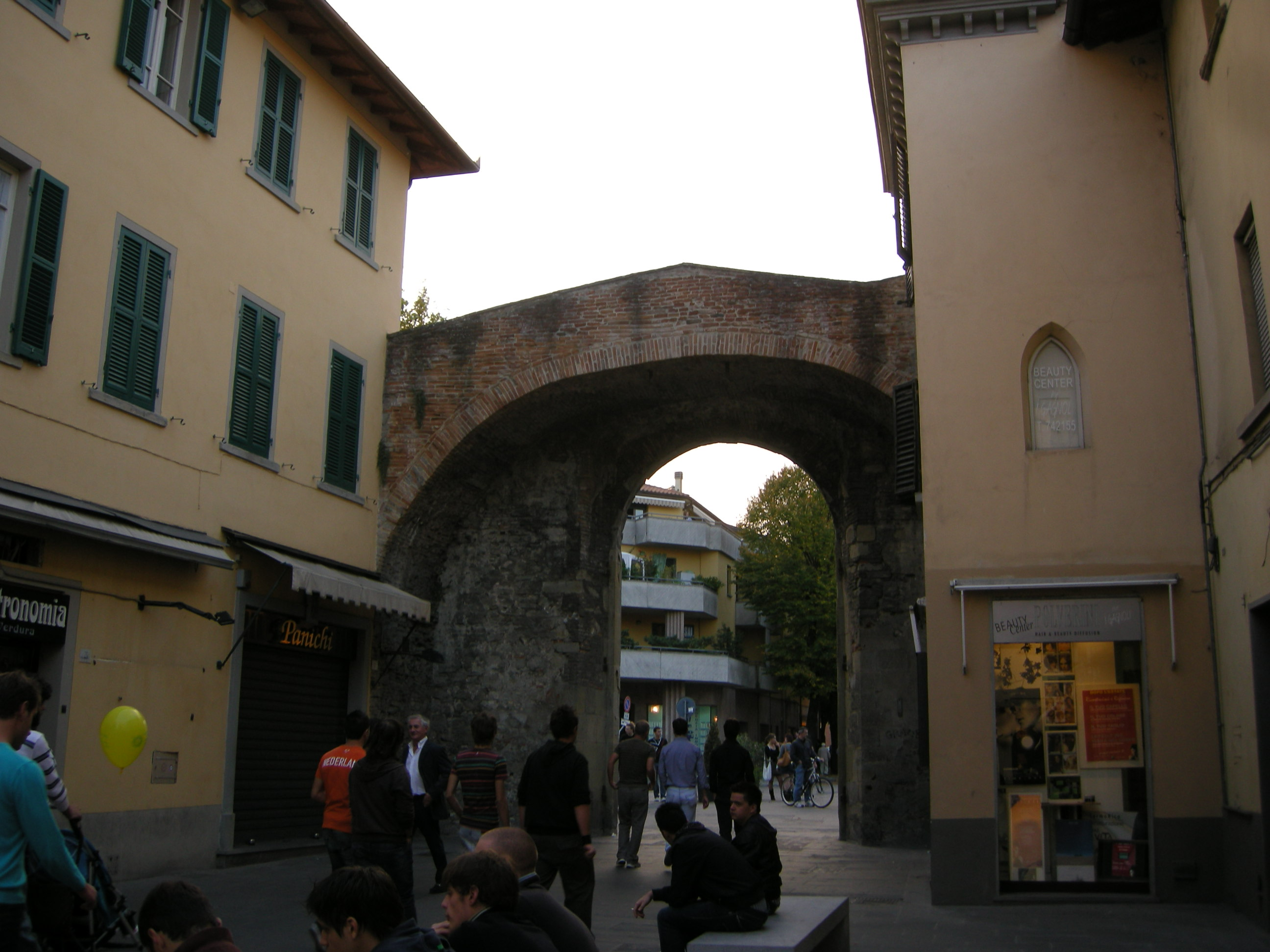
La Porta Fiorentina

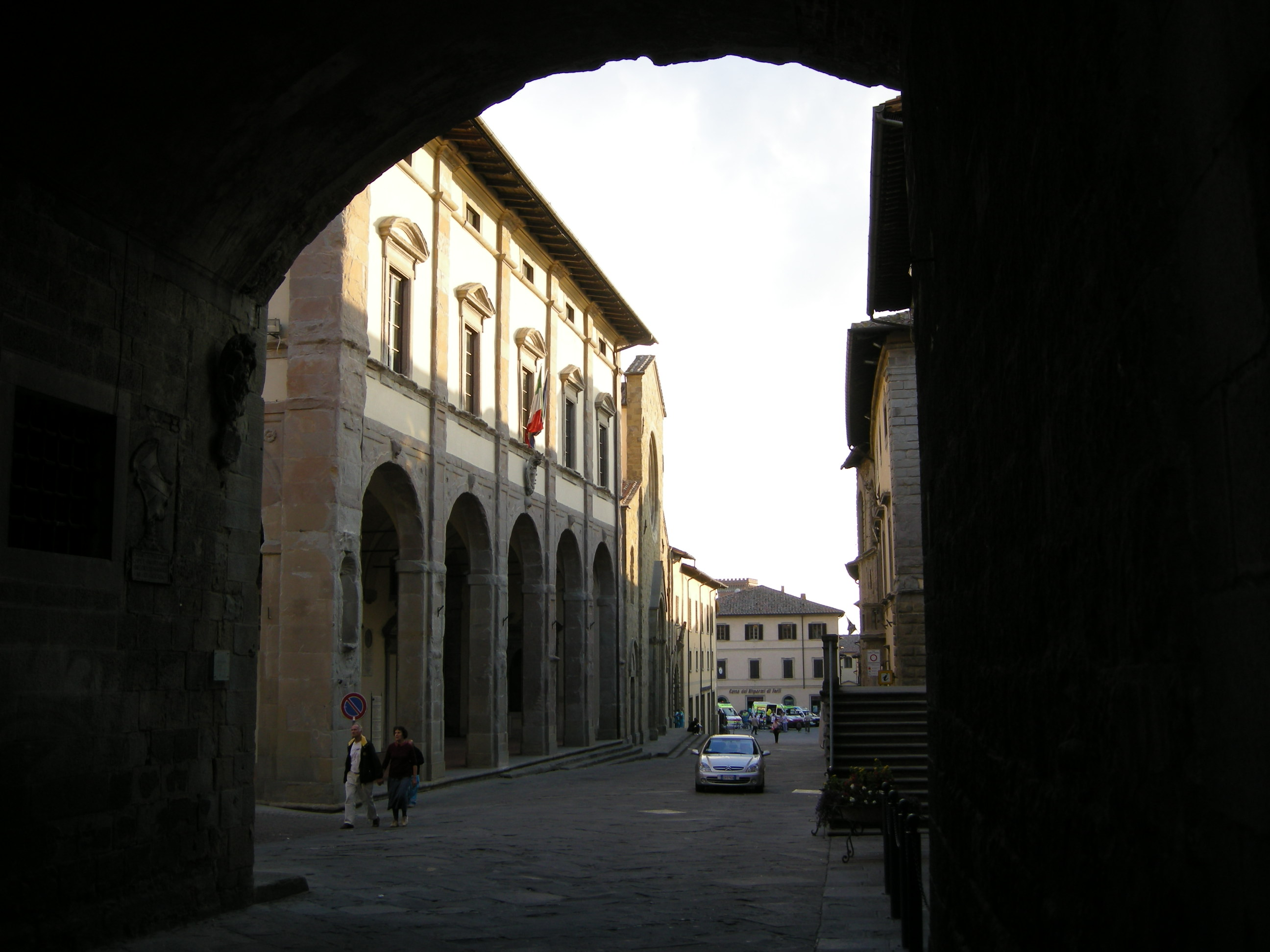
Via Matteotti dall'Arco della Pesa

Le magistrature comunali sono documentate dal 1163, quando si parla dei consoli in un privilegio inviato all'abate dall'imperatore Federico I Barbarossa per confermarne uno analogo emesso nello stesso anno dal suo legato Rainaldo di Colonia. Successivamente si sviluppano anche le magistrature del podestà (documentato dal 1203) e del capitano del popolo (documentato dal 1251). Vi sono pure alcuni consigli, il principale dei quali è il Consiglio dei Ventiquattro. Nel 1203 si inizia a costruire la nuova pieve urbana, dedicata a Santa Maria, trasferendo l'antica pieve dalla località di Boccognano a un sito presso le mura e di prossima urbanizzazione.
All'inizio del XIII secolo si sviluppa un movimento eremitico autonomo, legato al vescovo diocesano, il cui insediamento maggiore è quello di Montevicchi (eremo sorto nel 1211). Attorno al 1213 viene donato a san Francesco d'Assisi l'eremo di Montecasale.
Nel corso del XIII secolo si insediano a Sansepolcro vari Ordini mendicanti: i Frati Minori (che fondano un primo convento a Pozzuolo negli anni trenta circa e si trasferiscono entro le mura nel 1258), i frati Eremiti di sant'Agostino (che costruiscono il loro convento urbano nel 1281, ma che dal 1249 circa erano fuori delle mura) e i frati Servi di santa Maria (che costruiscono un primo convento nel 1255 e quello definitivo nel 1294). Precoci anche le forme di vita religiosa femminile, con un monastero di damianite già presente nel 1228 e uno della congregazione benedettina della beata Santuccia fondato nel 1271. Attorno alla metà del XIV secolo si insedia nell'eremo di Vepre una comunità di Fraticelli di Monte Malbe.
Nel 1301 Borgo Sansepolcro passa sotto la signoria di Uguccione della Faggiuola e, un ventennio dopo, di Guido Tarlati. Dal 1335 al 1351 si ha un periodo di sottomissione a Perugia, città con la quale il Borgo era stato più volte alleato nel secolo precedente; dal 1351 al 1358 si impadroniscono di Sansepolcro i Visconti di Milano. Nel decennio successivo Sansepolcro si sottomette a Città di Castello. Successivamente ritorna a far parte dei domini pontifici, per essere poi ceduta nel 1370 ai Malatesta di Rimini. Quello della signoria malatestiana è considerato il periodo di maggior splendore della storia cittadina. Nel corso del terzo decennio del XV secolo divenne feudo di Niccolò Fortebraccio, poi di Bartolomeo d'Alviano e di nuovo per poco tempo di Niccolò Fortebraccio.
Nei secoli XIII e XIV la città assume la caratteristica di città turrita, munita di una ventina di torri, pubbliche e private (alcune gestite da consorzi), tra le quali la più celebre è la Torre di Berta.
Nel corso della battaglia di Anghiari, combattuta il 29 giugno 1440, 2 000 uomini di Sansepolcro si uniscono all'esercito di Piccinino per combattere contro la lega pontificio-fiorentina. Nel 1441, sconfitto il Piccinino, Sansepolcro venne ceduta in pegno a Firenze per 25 000 ducati da papa Eugenio IV Venticinque anni dopo, nel 1466, il comune, accogliendo le sollecitazioni di fra Fortunato Coppoli da Perugia, francescano dell'Osservanza, fonda il Monte di Pietà, il primo sorto nel territorio dell'attuale Toscana.
Nei secoli XIV-XV l'economia cittadina è particolarmente florida grazie alla coltivazione del guado, pianta usata nella tintura delle stoffe e commercializzata nei vicini porti adriatici.

### Sansepolcro fortezza di confine

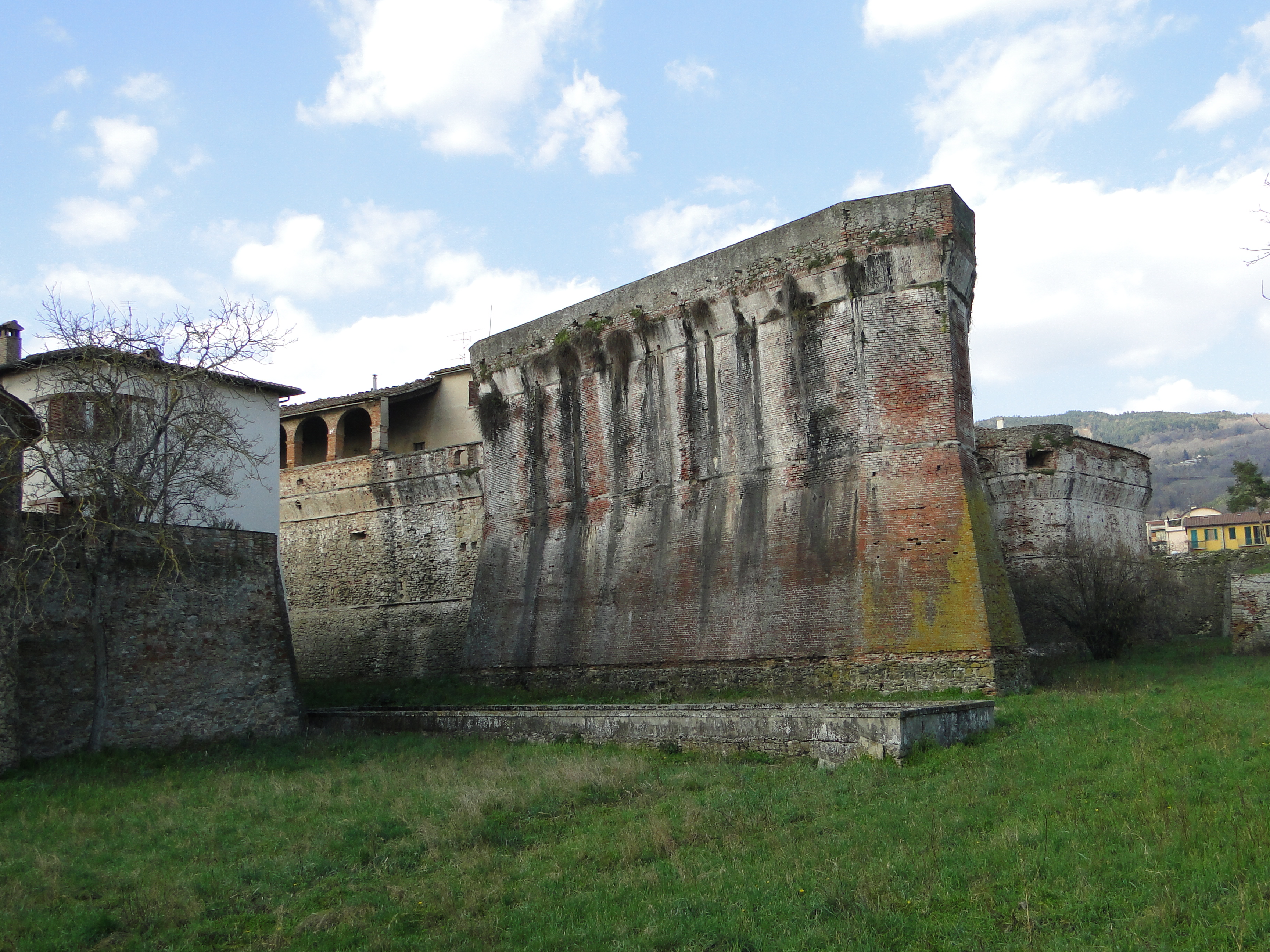
La fortezza medicea a Sansepolcro

Nell'ambito di un più ampio piano strategico, i Medici dotarono Sansepolcro di nuove mura. Le ultime modifiche alla cinta muraria furono effettuate nel XVI secolo da Giuliano da Sangallo che vi sperimentò le prime soluzioni di fortificazione alla moderna.
Sempre nel XVI secolo, il Borgo venne identificato con il centro romano di Biturgia, citato da Claudio Tolomeo nella sua Geografia. L'ipotesi cinquecentesca (di cui rimane testimonianza in una delle forme usate per indicare gli abitanti: biturgensi) è stata scartata dalla storiografia moderna.
Significativo l'intervento sulle mura condotto negli anni '50 del XVI secolo su iniziativa di Cosimo I de' Medici, che intendeva fortificare il confine dello Stato fiorentino in vista della guerra contro Siena; per evitare la spesa di ampliare le mura, nel 1555 furono abbattuti i borghetti esterni, causando un notevole danno urbanistico alla città. Nel corso del XVI secolo Sansepolcro, elevata a sede vescovile da papa Leone X nel 1520 e insignita del titolo di "città", conosce un momento di fioritura artistica notevole, grazie anche alle aperture verso Roma (la famiglia degli Alberti) e alle vicine zone dell'Umbria (con i pittori Cristoforo Gherardi e Raffaellino dal Colle) e delle Marche (ancora con l'attivissimo Raffaellino dal Colle). Inoltre, il fatto che il territorio della nuova diocesi comprenda anche la Val di Bagno, in Romagna, contribuisce a creare profondi rapporti sociali e culturali con questa zona, all'interno della quale Sansepolcro, ancora per tutto il XVI secolo, si pone come crocevia e luogo di incontri economici e culturali.
In questo periodo la città viene visitata da varie personalità: papa Clemente VII nel 1525 e nel 1532 e i granduchi di Toscana Ferdinando I e Cosimo II, rispettivamente nel 1593 e nel 1612.

### I secoli della crisi (XVII-XVIII)
L'inserimento di Sansepolcro in uno Stato fortemente accentrato sulla capitale, come quello fiorentino, provoca ricadute negative sull'economia locale, anche a motivo delle difficoltà causate ai commerci dalle dogane nel frattempo erette con il vicino Stato della Chiesa. Sul piano economico, nei secoli XVII e XVIII la città affronta un lungo periodo di crisi, che segna anche un notevole decremento demografico, dal quale si risolleverà nel corso del XIX secolo. Tra 1630 e 1632 una grave epidemia di peste, diffusa in tutta Italia, coinvolge anche l'Alta Valle del Tevere, ma Sansepolcro ne rimane pressoché esente grazie ai provvedimenti adottati dal vescovo, Filippo Salviati (1619-1634).
Nonostante la crisi economica, nel XVIII secolo sono promossi radicali lavori di ristrutturazione di quasi tutte le chiese cittadine, che contribuiscono a eliminare molte delle testimonianze architettoniche medievali. L'intervento qualitativamente migliore è quello realizzato all'interno della chiesa di Santa Maria dei Servi. Notevoli i danni causati alla città dai terremoti del 1781 e del 1789; dopo quest'ultimo sono abbassate tutte le numerose torri medievali, ad eccezione della Torre di Berta.
In questo periodo vi sono anche momenti di crescita. Sul piano culturale è da segnalare l'apertura di un collegio di Gesuiti nel 1638 e la fondazione dell'Accademia dei Risorti nel 1727 e di una scuola di Maestre Pie Venerini nel 1752.

#### Il riconoscimento di città nobile
Con la legge granducale del 1º ottobre 1750 Sansepolcro fu riconosciuta tra le città nobili del Granducato di Toscana. Le 14 città toscane vennero distinte nelle due classi di patrizie (secondo l'ordine di precedenza: Firenze, Siena, Pisa, Pistoia, Arezzo, Volterra, Cortona) e nobili (secondo l'ordine di precedenza: Sansepolcro, Montepulciano, Colle Val d'Elsa, San Miniato, Prato, Livorno e Pescia). L'aristocrazia delle prime sette, di maggiore antichità, venne suddivisa nelle due classi del patriziato e della nobiltà, mentre le altre sette ebbero un'unica classe di nobiltà. La legge impose l'introduzione, in ciascuna città, di un registro della nobiltà, nel quale registrare le famiglie nobili: a Sansepolcro, tra 1761 e 1791 ne vennero registrate 34, per un totale di 43 rami (tra queste anche la famiglia Corsi di Anghiari, località priva di una propria nobiltà). Nel 1777 il comune inoltrò al granduca la richiesta «che la città di Sansepolcro sia dichiarata Patrizia in ultimo luogo, dopo Cortona», come avvenuto per Montepulciano, «alla quale, se si considera l'epoca della di lei erezione in città precede in anteriorità quella di Sansepolcro». La richiesta, però, non venne accolta.
A seguito di questo provvedimento, che confermava quanto concesso dal papa Leone X nel 1520, Sansepolcro ha mantenuto il titolo di città anche dopo la proclamazione del Regno d'Italia (17 marzo 1861). Il riconoscimento del titolo di città da parte del Regno d'Italia avvenne con il decreto del capo del governo del 26 marzo 1935, trascritto dalla Consulta Araldica il 28 marzo 1935. Successivamente anche nella Repubblica Italiana (2 giugno 1946) lo stemma del Comune è sormontato dalla corona simbolo araldico della città.

### Tra Risorgimento e fascismo
A partire dagli anni '20 del XIX secolo Sansepolcro conosce una lenta fase di progresso sociale ed economico grazie all'incanalamento dei fiumi, alle migliorie apportate a colture e allevamenti e alla nascita del pastificio Buitoni (1827), della Società Filarmonica dei Perseveranti (1828), dell'Accademia della Valle Tiberina Toscana (1830) e della Scuola di Disegno (1837).
Nel 1861 la città entra a far parte del Regno d'Italia.
L'isolamento che da secoli caratterizzava la città continua a rallentarne lo sviluppo industriale, che procede più lentamente che altrove. Solamente nel 1886 la costruzione della ferrovia Arezzo-Sansepolcro-Città di Castello-Gubbio-Fossato di Vico segna il primo passo verso il superamento dello storico isolamento, che era cominciato nel XVI secolo con l'accentuazione delle dogane tra Granducato di Toscana e Stato della Chiesa e l'accentramento del governo del granducato a Firenze. Nella seconda metà del XIX secolo il comune è rappresentato in parlamento dal senatore Giambattista Collacchioni (1814-1895), membro del Senato del Regno dal 1868 (X legislatura), quando viene nominato dal re Vittorio Emanuele II.
Durante la prima guerra mondiale (1915-1918) anche il sindaco, Federico Nomi parte volontario. Nelle operazioni militari muoiono 176 Borghesi. Negli anni del conflitto, nell'aprile 1916, alloggia a Sansepolcro un distaccamento del 71º Fanteria, dove milita anche Gaetano Salvemini, uno dei maggiori storici italiani del XX secolo.
Nel 1927 un tentativo di riorganizzazione amministrativa dell'Alta Valle del Tevere andò fallito perché anziché unire il territorio in una sola provincia si tentò di trasferire tre comuni dalla Toscana alla Provincia di Perugia, facendo perdere a Sansepolcro il rango di capoluogo mandamentale e riducendo fortemente il peso politico ed economico della parte di territorio che rimaneva in Toscana. Per questi motivi, il comune di Sansepolcro rimase in Toscana e quello di Monterchi vi fu ricompreso nel 1938; solamente il comune di Monte Santa Maria Tiberina è rimasto in Provincia di Perugia. Il 26 marzo 1935, con decreto del capo del governo trascritto alla Consulta Araldica il successivo 28 marzo, viene riconosciuto a Sansepolcro il titolo di città, già conferito da papa Leone X nel 1520.
Durante la seconda guerra mondiale, nell'estate del 1944, il territorio comunale, attraversato dalla Linea Gotica, è coinvolto nel passaggio del fronte bellico. Dopo l'8 settembre 1943 gli esponenti politici lasciano la città, nella quale rimangono a guidare la vita pubblica il segretario comunale, cav. Arturo Bellini, e il vescovo, mons. Pompeo Ghezzi; assieme a loro collaborano alcuni cittadini, tra cui il sacerdote don Duilio Mengozzi e i medici dott. Carlo Vigo e dott. Raffaello Alessandri.
Ghezzi e Mengozzi hanno svolto una notevole attività a favore degli sfollati, rimanendo vicino alla popolazione nelle drammatiche ore dell'estate 1944. Il Mengozzi ospitò nella propria abitazione canonica del Trebbio alcuni ebrei ricercati a motivo delle leggi razziali e si adoperò per assistere malati e feriti nell'ospedale di Sansepolcro (tra i quali vi fu anche il filologo Attilio Momigliano), opera cui attese anche il medico dott. Fausto Moriani, alla cui azione devono la vita e la libertà anche molti internati del vicino campo di concentramento dei Renicci, uno dei peggiori d'Italia per numero di detenuti e condizioni di vita.
Nel corso degli eventi di guerra è distrutta dai Tedeschi la Torre di Berta, isolata al centro dell'omonima piazza, simbolo della città.
Nell'autunno del 1944 vengono acquartierati a Sansepolcro parte dei soldati del corpo d'armata dell'esercito alleato guidato dal generale Władysław Anders, reduci dalla battaglia di Montecassino.
Nel 1945 comincia la ripresa della vita politica, che coinvolge anche esponenti di rilievo nazionale. Il 12 ottobre 1945, ad esempio, i professori Amintore Fanfani e Giuseppe Dossetti tengono un pubblico incontro nel Teatro Dante, incontrando poi i militanti della Democrazia Cristiana di Sansepolcro e di Città di Castello.

### Nell'Italia repubblicana
Con le elezioni amministrative del 2 giugno 1946 l'alleanza tra Partito Comunista Italiano e Partito Socialista Italiano, allargata anche ad altri raggruppamenti minori, ottenne la maggioranza assoluta per il governo del comune. In questo modo si creò un quadro pressoché stabile, basato sulla convergenza tra PCI e PSI, che durò fino al 1975, salvo una parentesi di commissariamento tra 1961 e 1962. Alle elezioni amministrative di quell'anno il PCI ottenne la maggioranza assoluta, governando da solo fino al giugno 1990, quando l'alleanza quadripartitica di centro-sinistra tra Democrazia Cristiana, Partito Socialista Italiano, Partito Repubblicano Italiano e Partito Socialista Democratico Italiano vinse le elezioni. L'anno seguente venne approvato lo statuto comunale. Alle amministrative del 1995, in un quadro politico nazionale e locale profondamente mutato, una coalizione di Centro-Sinistra ottenne la maggioranza assoluta, governando fino al 2004, ma aprendosi, nel corso delle due legislature, all'alleanza con altri soggetti di centro prima e con Rifondazione Comunista poi. Nel 2004 la nuova alleanza di centro-sinistra vince le elezioni, ma viene sfiduciata all'inizio del 2006. Dopo un breve periodo di commissariamento, nel 2006 a ottenere il governo della città è un'alleanza tra le forze di centro-destra, la lista civica locale e una lista ambientalista (con queste ultime due che usciranno dalla maggioranza nel corso della legislatura).
La seconda metà del XX secolo ha visto la realizzazione di importanti infrastrutture ferroviarie e viarie, quali la Ferrovia Centrale Umbra, di cui Sansepolcro è capolinea nord, nel 1959 e la strada di grande comunicazione E45 Orte-Ravenna.
A livello ecclesiale un momento particolarmente significativo è stato quello del dopoguerra, quando il vescovo Domenico Bornigia (1954-1963) ha dato vita a una serie di iniziative e di opere capaci di rivitalizzare la vita della Chiesa dopo il periodo difficile della seconda guerra mondiale. Tra le opere si ricordano il settimanale diocesano e il cinema cattolico (nel 1955) e la casa di esercizi spirituali di Montauto (1960), tuttora esistenti. Negli anni del Concilio Vaticano II la Diocesi di Sansepolcro, guidata dal vescovo Abele Conigli (1963-1967), è stata tra le prime in Italia a recepire le direttive conciliari, specialmente in ambito liturgico, missionario e di partecipazione dei laici. A partire dall'ultimo quarto del XX secolo la presenza religiosa ha conosciuto una significativa contrazione. Sono stati chiusi i conventi dei Frati Minori Conventuali nel 1987, dei Servi di Maria nel 1993 (i frati sono stati sostituiti dalla comunità laicale della Diaconia dell'Attesa) e dei Cappuccini nel 2012; hanno lasciato Sansepolcro anche le suore di Maria Bambina nel 1984, le Cappuccine nel 1994, le Suore Serve dei Poveri (indiane) nel 2005 e le Maestre Pie Venerini nel 2011, mentre nel 2015 una comunità di monache benedettine Olivetane si è insediata nell'antico convento dei Cappuccini, ridenominato Monastero San Bernardo Tolomei: purtroppo questa esperienza di vita contemplativa si è esaurita 4 anni dopo, con la soppressione del monastero. La Chiesa locale ha invece potenziato le strutture di accoglienza: nel 1971 nella villa del Seminario Vescovile è stata aperta la casa di riposo "Villa Serena", nel 1997 l'Orfanotrofio Schianteschi è stato trasformato in residenza sociale assistita e centro diurno (con appositi reparti per malati di Alzheimer) e nel 2015 ha avviato la propria attività una casa di accoglienza per disabili adulti nell'antico monastero delle Cappuccine.
Sul piano culturale il XX secolo è caratterizzato dalla presenza di numerosi pittori, tra i quali si segnalano Franco Alessandrini, Giulio Gambassi, Gastone Lanfredini, Francesco D'Amore che incide lastre di rame e le smalta a fuoco e Stefano Camaiti. In particolare è dagli inizi degli anni settanta del XX secolo che la vita culturale cittadina viene animata da varie mostre di pittura. Significativo anche lo sviluppo del campo musicale, con la nascita delle due corali "Domenico Stella" nel 1968 e "Città di Piero" nel 1987. Dal 1984, viene organizzata la "Biennale Internazionale del Merletto", affermatasi a livello europeo. Significativa anche la ripresa degli studi storici, già a partire dagli anni trenta del XX secolo con l'attività di mons. Ivano Ricci; a partire dagli anni sessanta l'apertura dell'Archivio Vescovile e la riorganizzazione dell'Archivio Storico Comunale e della Biblioteca Comunale (nel 1975) hanno permesso la crescita degli studi storici ai quali, dal 1973, si affianca l'attività dei ricercatori del Gruppo Ricerche Archeologiche. Infine, va ricordata la pubblicazione della rivista storica "Pagine altotiberine", promossa nel 1997 dall'Associazione Storica dell'Alta Valle del Tevere.
Al risveglio della vita culturale ha contribuito anche la trasformazione del Palio della Balestra in rievocazione storica in costume nel 1951. Al palio si affiancano i Giochi di Bandiera e altre manifestazioni ispirate al Rinascimento (convivio rinascimentale, mercato di sant'Egidio, ...).
Nel 1988 viene realizzata a Sansepolcro la prima aviosuperficie di ogni tempo d'Italia con annesso eliporto: l'Aviosuperficie Palazzolo Avio.
Il 21 marzo 1998 Antonio Di Pietro ha fondato in un noto albergo di Sansepolcro il partito politico Italia dei Valori.
Il 13 maggio 2012 la città è stata visitata da papa Benedetto XVI in occasione delle celebrazioni per il millenario della Basilica Cattedrale e della città medesima.
Nell'ambito della ridefinizione delle presenze istituzionali periferiche legata alla riorganizzazione della spesa pubblica nel settembre 2013 sono state soppresse la sezione distaccata del Tribunale e la sede dell'Ufficio del Giudice di Pace.

### Simboli
Un primo stemma venne riconosciuto con DCG del 17 ottobre 1929 e presentava una balzana di nero e d'argento, con un sepolcro nella parte superiore.
Con il decreto del Capo del Governo del 26 marzo 1935 viene riconosciuto lo stemma attuale con la figura del Cristo risorgente dal sepolcro, attraversante sulla partizione.
Il gonfalone è un drappo partito di bianco e di nero.

## Monumenti e luoghi d'interesse

### Architetture religiose
Nelle chiese della città sono conservate opere di altri importanti pittori del Rinascimento e del Manierismo, come Matteo di Giovanni, Luca Signorelli, Raffaellino del Colle, il Perugino e il Rosso Fiorentino (una celebre Deposizione).
La città conta un gran numero di chiese, oltre alla Basilica Cattedrale di San Giovanni Evangelista, in buona parte legate a monasteri, conventi e confraternite:
- Chiesa di San Francesco
- Chiesa di Santa Maria delle Grazie
- Chiesa di Sant'Antonio Abate
- Chiesa di Santa Maria dei Servi
- Chiesa di San Francesco Saverio con l'annesso Palazzo del Seminario
- Chiesa di San Giovanni Battista, o San Giovanni d'Afra
- Chiesa di San Lorenzo
- Chiesa di San Rocco
- Oratorio della Compagnia del Crocifisso
- Chiesa di Sant'Agostino
- Chiesa del Buon Gesù
- Oratorio della Confraternita della Morte
- Chiesa di San Michele Arcangelo (Paradiso dei Cappuccini)
- Chiesa di Santa Marta
- Chiesa di Santa Teresa di Gesù Bambino
- Chiesa del Sacro Cuore
- Chiesa di San Giuseppe Operaio
- Chiesa di San Paolo Apostolo
- Convento di Montecasale
- Chiesa di Santa Maria al Melello
- Chiesa di Santa Maria di Gagnano
- Ex chiesa di Santa Chiara
- Ex chiesa di Santa Maria Maddalena
- Eremo di Montevicchi
- Badia di San Bartolomeo a Succastelli
- Oratorio di San Lazzaro
- Oratorio della Madonna delle Legna

### Architetture civili
- Cimitero di Sansepolcro
- Fortezza di Sansepolcro
- Ospedale di Sansepolcro
- Teatro Dante
- Torre di Berta

## Società

### Evoluzione demografica
Abitanti censiti

Nel primo secolo di storia dell'Italia unita il comune di Sansepolcro ha conosciuto uno sviluppo demografico lento, ma costante, che ha portato a un aumento del 100% della popolazione tra 1861 e 1961, con un totale di residenti passato dai circa 7 000 del 1861 agli oltre 14 000 del 1961. Successivamente si è avuta una lunga fase di stasi, con il numero di residenti attestatosi sopra i 15 000. Con i primi anni del nuovo secolo si è innescata una nuova fase di incremento demografico, tanto che nel 2007 è stata superata la soglia del 16 000 residenti. Nel settembre 2010 gli abitanti censiti erano 16 391, scesi però a 16 108 nel 2011.

### Etnie e minoranze straniere
Secondo i dati ISTAT al 31 dicembre 2015 la popolazione straniera residente era di 1 701 persone (erano 1 788 al 31 dicembre 2014, 1 774 al 31 dicembre 2010 e 1 661 al 31 dicembre 2009), pari al 10,83% della popolazione comunale. Le nazionalità sono complessivamente 61; quelle maggiormente rappresentate erano:
- Albania 351
- Romania 334
- Kosovo 176
- Marocco 156
- Pakistan 143

### Lingue e dialetti
Il dialetto di Sansepolcro, o borghese o biturgense, accomunato fin dalla sua fase medievale all'anghiarese e al cortonese, è stato definito da alcuni studiosi come una variante dell'aretino, in via di scomparsa e «molto affine all'umbro perugino (di cui costituisce in pratica una propaggine)», una delle dieci varietà che compongono il quadro dialettale toscano. Altri, al contrario, lo considerano «una varietà dell'umbro nord-occidentale». Nell'ambito dei dialetti della Valtiberina Toscana sono alcune caratteristiche del vocalismo tonico che distinguono il borghese e l'anghiarese, insieme alle peculiarità fonetiche, dai dialetti di Pieve Santo Stefano, Caprese Michelangelo e Badia Tedalda, come anche da quello di Arezzo. Il borghese si parla oggi più o meno uniformemente all'interno del territorio comunale. Come è avvenuto per gli altri dialetti della Toscana il dialetto di Sansepolcro è stato sottoposto a un graduale processo di evoluzione che ne ha scolorito i tratti più caratteristici. «In effetti, dal punto di vista dell'evoluzione storica il dialetto borghese, con gran parte dell'area aretina in senso stretto e con l'intera Umbria centro-nord-occidentale, ha risentito fin dall'alto Medioevo […] dell'influenza dei contigui volgari marchigiani di area pesarese-urbinate a tipologia romagnola. Numerosi e importanti sono dunque i tratti fenomenici di provenienza settentrionale presenti nel dialetto borghese, che lo accomunano via via all'aretino e ai dialetti della Val di Chiana superiore (cortonese e castiglionese), nonché alle sottovarietà dell'Umbria settentrionale (castellano, eugubino, umbertidese e perugino, ivi compresa l'area trasimenica, con esclusione però del territorio di Castiglione del Lago)».
Enzo Mattesini ha sinteticamente individuato queste caratteristiche del borghese:
- Sistema fonematico: non si differenzia da quello aretino (che è anche del senese, del lucchese e del pisano) ed è costituito da 28 unità, di cui 7 fonemi vocalici in sede tonica (che ovviamente si riducono a 5 in posizione atona) e 21 fonemi consonantici.
- Morfosintassi: l'articolo determinativo presenta cinque varianti di realizzazione per il maschile singolare e due per il maschile plurale; per il femminile si hanno complessivamente quattro varianti. Le varianti fonetiche delle preposizioni semplici di lingua sono de ‘di’, 'n ‘in’, co, pe, 'nfra ‘fra’ e 'ntra ‘tra’. Le preposizioni articolate presentano tutte l scempia. Caratteristico del borghese è l'accusativo preposizionale con i cosiddetti nomi “animati”, con i nomi propri e con i pronomi personali. Per le voci ossitone di sostantivi e aggettivi si ha un sistema a cinque terminazioni , ridotto rispetto a quello della lingua data l'apertura delle vocali chiuse estreme. Circa i diminutivi il suffisso più frequente è -ino/-ina. Manca il suffisso -aio/-aia, sostituito da -èo/-èa (raro -èio/-èia), per palatalizzazione di a tonica in sillaba aperta. Il prefisso ri- passa ad ar-/ari-.
- Verbi: si hanno normalmente le coniugazioni in -ère (< -are), -ére tonico, -ere (o -are per il già visto fenomeno -er- > -ar-) atono, -ire. La I persona plurale di ciascun modo e tempo si forma impersonalmente con la particella se. Spesso il futuro è espresso in forma perifrastica[25].
- Vocali: esse vengono pronunciate conformemente al resto della Toscana, e generalmente coincidono con l'italiano standard, salvo alcuni esiti, che accomunano il biturgense al perugino, e dunque all'umbro e all'italiano mediano in genere, come ad es. céntro ed esémpio, di contro al toscano cèntro ed esèmpio. È da notare che Sansepolcro costituisce l'ultimo centro a vocalismo "toscano", e si colloca al confine con un'area linguistica completamente differente, ossia quella tifernate, il cui dominio inizia già nella confinante San Giustino: in quest'ultima area le vocali vengono pronunciate in base ad un sistema definito "isocronismo sillabico", in base a cui le vocali in sillaba terminante per la stessa vocale sono pronunciate tutte chiuse (bé-ne, có-sa), mentre quelle in sillaba terminante per consonante sono pronunciate tutte aperte (strèt-to, còr-so). La ragione di una tale marcata differenziazione è da ricondurre alle vicende storiche che hanno riguardato la Valtiberina: a seguito della Battaglia di Anghiari, presso Sansepolcro, venne tracciato il confine tuttora esistente tra Toscana ed Umbria, per cui ciò ha influito sulle successive vicende linguistiche. A Sansepolcro ed aree limitrofe è stata vitale una pronuncia non del tutto difforme da quella tifernate, soprattutto a livello vocalico, a motivo di un comune substrato umbro e gallico, rimasta in vita fino a poco dopo la metà del XX secolo, specialmente nel registro popolare e rurale. L'assetto sarebbe poi stato gradualmente modificato anche a motivo dell'immigrazione dall'area casentinese (e perciò di dialetto aretino) che ha riguardato il tratto toscano della Valtiberina.

Anche a Sansepolcro l'italiano locale ha ormai quasi completamente sostituito il dialetto per quel processo di italianizzazione che negli ultimi decenni ha coinvolto molti dialetti italiani. La variante di italiano locale che si parla rientra in quello che è stata descritta come «varietà toscana di italiano». Il sistema delle vocali toniche è, come nell'italiano standard, costituito da sette fonemi; persiste la caduta della i iniziale davanti a nasale preconsonantica; rimane la preferenza per e nelle particelle pronominali me, te, se, ve; in posizione iniziale assoluta e intervocalica, anche di frase, le affricate palatali “c” e “g” sono sempre realizzate come allofoni fricativi omorganici (in taluni soggetti però anche prepalatali) scempi; anche i nessi /ti/ e /di/ più vocale subiscono, nell'articolazione di molti parlanti, una pur lieve palatalizzazione e sono realizzati come affricati palatali; è comune la palatalizzazione di “l” e “n” (“agglièvo” per “allievo”); come in tutta la regione si ha la duplice variante, sorda e sonora, della s intervocalica interna di parola. Per la morfosintassi si segnalano: la negazione “'n”; la prima persona plurale dei verbi in forma impersonale; l'uso dell'articolo determinativo con i nomi personali femminili, con quelli maschili che cominciano per consonante, con i cognomi, con alcuni soprannomi e con gli aggettivi possessivi che accompagnano i nomi di parentela; l'uso del pronome personale “gli” con valore di “a lui, a lei, a loro”; l'accusativo preposizionale con i nomi “animati” e i pronomi personali.

### Tradizioni e folclore
- Giovedì, venerdì, sabato e domenica precedenti la Domenica delle Palme: Fiere di Mezzaquaresima.
- Maggio: "Sapori di vini", fiera enologica.
- Luglio: Kilowatt Festival, festival dedicato alla scena contemporanea (teatro, danza, musica, nuovo circo e arti performative) che in 20 anni ha ospitato oltre 3.000 artisti italiani e internazionali.[28].

- A settembre le Feste del Palio della Balestra:
  - 1º settembre: alle ore 18.00 presentazione del drappo del Palio della Balestra e alle ore 21.30 il Palio di Sant'Egidio (in onore del santo fondatore della città assieme ad Arcano)
  - Il mercoledì che precede il Palio della Balestra in Piazza Torre di Berta alle ore 21.00 si svolge il Palio dei Rioni, tra i balestrieri di Porta Fiorentina contro quelli di Porta Romana.
  - Il sabato che precede il Palio della Balestra in Cattedrale alle ore 18.00: Offerta della Cera e alle ore 21.00 i Giochi di Bandiera.
  - Seconda domenica di settembre: celebrazione del Palio della Balestra tra i balestrieri di Sansepolcro e Gubbio, nella cornice di piazza Torre di Berta.
- Settembre (anni pari): Biennale Internazionale del Merletto (attualmente sospesa, ultima edizione nel 2012).
- 22 novembre: Tradizionale concerto di Santa Cecilia della Società Filarmonica dei Perseveranti.
- 27 dicembre: festa del patrono, san Giovanni Evangelista, con manifestazioni a carattere religioso e musicale.
- Premio Nazionale Cultura della Pace

### Istituzioni, enti e associazioni
- Fondazione Piero della Francesca

Creata nel 1990, promuove attività di ricerca e divulgazione dell'opera di Piero della Francesca. Ha sede nella casa dell'artista (Via N. Aggiunti 71) e possiede una ricca biblioteca specializzata.
- Società Balestrieri di Sansepolcro

Fondata nel 1899 per perpetuare il secolare Palio della Balestra,manifestazione che si svolge ininterrottamente dal XVI secolo.
- Associazione Storica dell'Alta Valle del Tevere

Fondata nel 1996 allo scopo di promuovere gli studi sulla storia e la cultura dell'Alta Valle del Tevere. Dal 1997 pubblica la rivista quadrimestrale "Pagine altotiberine" (ISSN 2039-4861). Ha la sede legale a Sansepolcro e quella operativa a San Gustino.
- Associazione Cultura della Pace

Nata nel 1990 come Comitato per l'Obiezione di Coscienza, e assunta la denominazione attuale dopo l'approvazione della legge che sanciva la sospensione dell'obbligatorietà del servizio militare (2000), l'associazione si occupa della "promozione di una reale cultura della pace e della nonviolenza che costruisca un contenuto culturale all'ideale della convivenza pacifica tra popoli, religioni e persone". Organizza dal 1992 con cadenza biennale il Premio Nazionale Cultura della Pace.
- Confraternita di Misericordia

L'esistenza di questa Confraternita è documentata dal 1338. Nel 1571 il comune di Sansepolcro le assegnò il compito di assistere i condannati a morte, ma continuò anche a gestire l'ospedale che aveva fondato nel XIV secolo. Soppressa dal granduca di Toscana nel 1785, venne rifondata dal vescovo di Sansepolcro Roberto Costaguti nel 1816, prendendo sede nel complesso monumentale di San Rocco e occupandosi di assistenza a feriti e malati. Nel 1927 si dotò della prima autoambulanza e dal 1994 svolge il servizio di pronto intervento 118. Attualmente è un'associazione di volontariato che opera nei settori del soccorso, dell'assistenza ai malati e della protezione civile, anche attraverso un proprio ambulatorio e un servizio di distribuzione di generi alimentari.

## Cultura

### Istruzione

#### Archivi
- Archivio Storico Diocesano di Sansepolcro

Conserva circa 2.300 buste e registri e 425 pergamene sciolte dei secc. XI-XXI (1022-2016) relativi alla storia della Diocesi di Sansepolcro e di altri enti ecclesiastici dell'area appenninica tosco-romagnola (abbazia di Sansepolcro, abbazia di Bagno di Romagna, abbazia di Galeata, arcipretura di Sestino). Il 16 ottobre 2019 è stato dichiarato di interesse storico particolarmente importante dalla Soprintendenza Archivistica e Bibliografica della Toscana. La documentazione raccolta sviluppa una lunghezza di 300 metri lineari e interessa gran parte del territorio dell'antica Romagna toscana.

#### Biblioteche
- Biblioteca comunale Dionisio Roberti

Nata nel 1774 con l'acquisizione della biblioteca del collegio cittadino dei Gesuiti e incrementata nel 1866 a seguito della confisca delle biblioteche conventuali e monastiche, ha assunto un proprio regolamento nel 1905. Dal 1975 ha sede nel Palazzo Ducci - Del Rosso (Via XX Settembre 131). Conta circa 40.000 volumi (notevoli i fondi antichi, secc. XVI-XVIII, tra cui 199 manoscritti, 35 incunaboli e 1.859 cinquecentine). Nell'anno 2012 è stata intitolata al nome di Dionisio Roberti, celebre umanista del XIV secolo, in relazione di amicizia con Francesco Petrarca e Giovanni Boccaccio.
- Biblioteca Vescovile

Sorse nel 1991 da un'intuizione di mons. Ercole Agnoletti, che provvide al trasferimento nel Palazzo Vescovile dell'antica biblioteca del Seminario diocesano, occupandosi personalmente del trasferimento dei 13.700 volumi dal palazzo del seminario all'episcopio. A questo nucleo originario mons. Agnoletti aggiunse numerosi volumi di sua proprietà. La biblioteca si è formata anche grazie ai lasciti delle biblioteche personali di alcuni vescovi diocesani e al deposito di alcuni libri e periodici stampati in tipografie cittadine: questo ha permesso l'acquisizione di un patrimonio librario che supera l'ambito strettamente locale. Negli anni successivi il nucleo originario si è andato incrementando grazie a una serie di lasciti, tra i quali quelli delle intere biblioteche di don Armando Aputini, di mons. Duilio Mengozzi e di don Alberto Gallorini (accolta nel 2014). Attualmente la Biblioteca Vescovile di Sansepolcro conta circa 25.000 volumi (tra cui un fondo antico di 1.877 pezzi: 138 cinquecentine, 245 edizioni del XVII secolo e 1.494 edizioni del XVIII secolo). Tra i settori di interesse la storia, la teologia, la sacra scrittura, la letteratura italiana; particolarmente ricca la sezione locale, che raccoglie saggi sulla storia e la cultura della vasta area interregionale dell'Appennino Centrale compresa tra Toscana, Romagna, Marche e Umbria. È punto di riferimento per gli studi sull'antica Romagna toscana.

#### Musei
- Il Museo civico di Sansepolcro, nato nel 1975 dallo sviluppo dell'antica Pinacoteca Comunale, ha sede nel Palazzo della Residenza, già sede municipale fino al 1959. Il museo possiede alcune opere di Piero della Francesca: oltre alle opere giovanili (come il Polittico della Misericordia) è presente un'opera della maturità come La Resurrezione. Nel suo saggio del 1925 Along the Road, Aldous Huxley definì La Resurrezione "il miglior dipinto del mondo", durante la seconda guerra mondiale queste parole tornarono in mente ad Anthony Clarke, comandante alleato di una batteria di artiglieria, che fermò il bombardamento in corso su Sansepolcro proprio per salvare il capolavoro. Accanto alle opere di Piero della Francesca figurano quelle, tra gli altri, di Matteo di Giovanni, Sinibaldo Ibi, Gerino da Pistoia, Raffaellino dal Colle, Pontormo (San Quintino), Santi di Tito, Giovanni de Vecchi, Remigio Cantagallina, Andrea Pozzo e Agostino Ciampelli. Da segnalare, inoltre, due terrecotte robbiane, l'esposizione del Tesoro della Cattedrale (oggetti e paramenti liturgici dei secoli XII-XVIII), la ricca raccolta di materiale scultorea, tra cui un notevole fregio del XIII secolo, e il gabinetto delle stampe, con rami e stampe di Cherubino Alberti, Raffaello Schiaminossi e altri.
- Il Museo della Resistenza di Sansepolcro è stato fondato nel 1975, come centro studi e documentazione sul movimento della Resistenza al nazi-fascismo. Possiede cimeli del periodo della Seconda guerra mondiale e una interessante raccolta di documentazione sui campi di concentramento in Italia.
- Museo "Bernardini-Fatti" della vetrata antica, con sede nell'ex chiesa di San Giovanni Battista.
- Aboca Museum, con sede a Palazzo Bourbon del Monte. Istituito nel 2002 da Aboca, l'azienda leader dal 1978 nella coltivazione e trasformazione delle piante medicinali, nasce con lo scopo di recuperare e diffondere l'antica tradizione dell'uso delle piante medicinali. Il percorso “Erbe e Salute nei Secoli”, racconta attraverso le fonti del passato come l'uomo da sempre faccia uso di piante medicinali per recuperare il suo stato di salute.
- Sede Museo della Società Balestrieri, dove al suo interno si può ammirare un Palio in seta del 1700 e una collezione di balestre di varie tipologie, tra cui "Petra de Burgo" che nel maggio 2011, ha volato nell'ultima missione dello Shuttle "Endeavor" grazie all'astronauta e concittadino Roberto Vittori.

### Teatro
- Teatro alla Misericordia

Spazio teatrale dedicato alla ricerca e all'innovazione delle arti sceniche. È un centro di residenza creativa per artisti di teatro, danza, musica e nuovo circo, attivo tutto l'anno e sede del Kilowatt Festival. Dal 2017 è riconosciuto quale Centro di Residenza della Toscana da Regione Toscana e Ministero dei beni e delle attività culturali. È situato all'interno dell'antica chiesa di Santa Maria della Misericordia, dove per oltre quattro secoli fu custodito il Polittico della Misericordia di Piero della Francesca, oggi al Museo Civico.

### Musica
- Società Filarmonica dei Perseveranti

Fondata l'8 agosto 1828, nel periodo in cui, sulla scia dell'entusiasmo suscitato dalla musica e dalla personalità di Rossini e dell'interesse per il mondo operistico, sorgevano in tutta Italia nuovi Teatri e nuove Associazioni Musicali. Negli anni '70 il gruppo si era dato un prevalente indirizzo folkloristico ed era stato uno dei primi ad avere un ottimo gruppo di Majorettes. Con l’avvento alla direzione del Maestro Andrea Marzà il Complesso Bandistico ha progressivamente abbandonato tale indirizzo e si è dedicato esclusivamente a un repertorio impegnato, sia nel genere classico che leggero. Tra le sue file si contano anche giovani strumentisti professionisti o che si avviano ad esserlo. Tra le innumerevoli manifestazioni alle quali il Complesso Bandistico ha preso parte, con concerti e sfilate, non solo in Toscana, ma anche nelle regioni vicine, rivestono un particolare rilievo i Concerti tenuti a Neuchatel in Svizzera. Con l’allestimento del concerto "The Armed man- A Mass for peace", di Karl Jenkins, la cui partitura è stata trascritta in una inedita versione per banda dallo stesso Maestro Marzà, la Filarmonica dei Perseveranti, inizia un nuovo e impegnativo percorso attraverso il quale raggiunge prestazioni massime in termini di qualità e difficoltà di realizzazione dei brani. Il progetto, partito nel corso del 2010, da un’idea del Maestro Paolo Fiorucci, ha visto il coinvolgimento di ben tre Corali, e del Gruppo Musici della Società Balestrieri Sansepolcro, oltre alla partecipazione coreografica de’ I Capitani dell’Arme Antica di Città di Castello.

## Geografia antropica

### Frazioni
Aboca, Basilica, Cignano, Giardino, Gragnano, Gricignano, Melello, Misciano, Montagna, Paradiso, Pocaia di sopra, Pocaia di sotto, Santa Fiora, Trebbio, Vannocchia.
Caratteristica del comune è il concentramento della popolazione della città capoluogo; le frazioni sono generalmente poco popolate e solo quella di Santa Fiora raggiunge i 1.000 abitanti; assai poco popolate quelle montane di Aboca, Montagna e Misciano; quelle di Giardino, Paradiso e Basilica sono parzialmente inglobate nella periferia cittadina, caratterizzata, in queste zone, da un'edilizia di tipo residenziale e di pregio, trattandosi per lo più di ville. Le frazioni Gricignano e Santa Fiora accolgono la grande zona industriale Altotevere, mentre quelle di Trebbio, Gragnano e Pocaia mantengono un carattere prevalentemente rurale. Tra la periferia nord e la campagna si trova la frazione Melello, che ospita anche una piccola zona industriale da tempo in fase di riconversione. Il maggior polo di attrazione è il capoluogo; esercizi commerciali e servizi scolastici per l'infanzia si trovano a Santa Fiora, Gricignano, Gragnano; strutture ricettive a la Montagna, Giardino, Gragnano e Montedoglio.
Tra le principali località del territorio comunale, rilevanti per caratteristiche ambientali o storico-architettoniche, si ricordano Montevicchi (frazione Paradiso), Montecasale (frazione Basilica) e il castello di Montedoglio (frazione Gragnano).

## Economia
La sua economia si basa sia sul settore agricolo, che ha un notevole sviluppo a valle, sia su quello manifatturiero e alimentare. A Sansepolcro, sono nate cinque aziende conosciute a livello internazionale: la Buitoni, fondata nel 1827, il maglificio Cose di Lana, le camicerie Ingram e Milena nel settore tessile, la Aboca S.p.A, società agricola che dal 1978 produce integratori alimentari e dispositivi medici contenenti erbe.
Nel settore artigianale rivestono una notevole importanza, sia dal punto di vista della qualità della lavorazione che per il ruolo nell'economia locale, l'oreficeria e il merletto a fuselli. Quest'ultima forma di artigianato si è sviluppata a partire dagli ultimi anni del XIX secolo; dal 1984 al 2012 è stata organizzata la Biennale Internazionale del Merletto, promossa dal Centro Culturale di Sansepolcro. Vivace centro commerciale, nel centro storico hanno sede diversi negozi e pubblici esercizi la cui storia oltrepassa il mezzo secolo; tra i locali storici vanno ricordati almeno l'Albergo Fiorentino, in attività fin dal 1807, e la Torrefazione Alessandrini, sorta nel 1959. La fitta rete commerciale del centro storico e le strutture di grande distribuzione dei quartieri periferici e della Zona Industriale Malpasso fanno di Sansepolcro il principale centro commerciale dell'area appenninca compresa tra la Repubblica di San Marino e Perugia, punto di riferimento soprattutto per l'area appenninica romagnola e marchigiana. Questa caratteristica di area commerciale è stata riconosciuta già nel 1960 con l'inserimento di Sansepolcro nella Carta Commerciale Italiana come centro di mercato per gli acquisti non quotidiani dell'intera area altotiberina.
Dal punto di vista storico, va citata la plurisecolare coltivazione e lavorazione di guado, una pianta da cui si ricavava un pigmento che dava tonalità di colore dal verde al celeste. L'industria del guado nella zona, già presente nel XIV secolo e assai fiorente in quello successivo, finì nel XIX secolo con l'avvento dei coloranti chimici; gli abitanti iniziarono a coltivare gelso per l'allevamento dei bachi da seta e la produzione di seta. Anche questa industria andò poi in crisi e il tentativo di riprenderne la produzione in età napoleonica non sortì effetti significativi.

## Infrastrutture e trasporti

### Ferrovie
Il comune è servito dall'omonima stazione posta sulla ferrovia Centrale Umbra, gestita da RFI. Attualmente la rete ferroviaria da Città di Castello al capolinea di Sansepolcro non è in uso per manutenzione.

### Aviosuperficie
Nel 1988 viene realizzata a Sansepolcro la prima aviosuperficie di ogni tempo d'Italia con annesso eliporto: l'Aviosuperficie Sansepolcro.

## Amministrazione
Dopo l'unità d'Italia, l'amministrazione della città è stata quasi sempre di sinistra, con qualche eccezione, come nel periodo tra 1990 e 1995 quando fu amministrato da un quadripartito composto da DC, PSI, PSDI e PRI; durante il regime fascista non era eletto il sindaco, ma nominato il podestà; nel XXI secolo i sindaci sono stati sostenuti sia da maggioranze di centro-sinistra (2004-2006, 2011-2016) che di centro-destra (2006-2011, 2021-2026), con una singolare esperienza civica appoggiata sia da destra che da sinistra, escluso il PD, dal 2016 al 2021.
Di seguito vi è una lista di tutti i sindaci, podestà e commissari prefettizi di Sansepolcro dei periodi del Regno d'Italia (1865-1946) e della Repubblica Italiana (dal 1946).
| Periodo          | Periodo          | Primo cittadino            | Partito | Carica                  | Note   |
| ---------------- | ---------------- | -------------------------- | --- | ----------------------- | ------ |
| 1865             | 1902             | Francesco Giovagnoli       | | Sindaco                 | [ 34 ] |
| 1902             | 1909             | Francesco Lazzerini        | | Sindaco                 | [ 34 ] |
| 1909             | 1909             | Luigi Massa                | PSI | Sindaco                 | [ 34 ] |
| 1909             | 1912             | Luigi Bosi                 | PSI | Sindaco                 | [ 34 ] |
| 1913             | 1914             | Pietro Franceschi Marini   | | Sindaco                 | [ 34 ] |
| 1914             | 1914             | Giovanni Battista Borghesi | | Sindaco                 | [ 34 ] |
| 1914             | 1917             | Federico Nomi              | PPI | Sindaco                 | [ 34 ] |
| 1917             | 1920             | Angelo Stagni              | | Commissario Prefettizio | [ 34 ] |
| 1920             | 1922             | Carlo Dragoni              | PSI | Sindaco                 | [ 34 ] |
| 1922             | 1922             | Tito Marzi                 | | Commissario Prefettizio | [ 34 ] |
| 1922             | 1922             | Antonino Abbolito          | | Commissario Prefettizio | [ 34 ] |
| 1922             | 1927             | Italiano Giorni            | PNF | Sindaco                 | [ 34 ] |
| 1927             | 1927             | Adolfo Cucciati            | PNF | Commissario Prefettizio | [ 34 ] |
| 1927             | 1930             | Pasquale Facchini          | PNF | Podestà                 | [ 34 ] |
| 1930             | 1931             | Gherardo Buitoni           | PNF | Commissario Prefettizio | [ 34 ] |
| 1931             | 1935             | Gherardo Buitoni           | PNF | Podestà                 | [ 34 ] |
| 1935             | 1935             | Angiolo Mariucci           | PNF | Podestà                 | [ 34 ] |
| 1935             | 1939             | Italiano Giorni            | PNF | Podestà                 | [ 34 ] |
| 1939             | 1939             | Angiolo Continenza         | PNF | Commissario Prefettizio | [ 34 ] |
| 1939             | 1940             | Giuseppe Buitoni           | PNF | Podestà                 | [ 34 ] |
| 1940             | 1941             | Angiolo Mariucci           | PNF | Commissario Prefettizio | [ 34 ] |
| 1941             | 1943             | Giuseppe Buitoni           | PNF | Podestà                 | [ 34 ] |
| 1943             | 1943             | Angiolo Mariucci           | PNF | Commissario Prefettizio | [ 34 ] |
| 1944             | 1944             | Renato Bizzarri            | | Sindaco                 | [ 34 ] |
| 1944             | 1946             | Carlo Dragoni              | PSI | Sindaco                 | [ 34 ] |
| 1946             | 1951             | Mario Baragli              | PSI | Sindaco                 | [ 34 ] |
| 1951             | 1961             | Mario Ugolini              | PCI | Sindaco                 | [ 34 ] |
| 1961             | 1962             | Francesco Vorìa            | | Commissario Prefettizio | [ 34 ] |
| 1963             | 1964             | Athos Fiordelli            | PCI | Sindaco                 | [ 34 ] |
| 1964             | 1976             | Ottorino Goretti           | PCI | Sindaco                 | [ 34 ] |
| 1976             | 1988             | Ivano Del Furia            | PCI | Sindaco                 | [ 34 ] |
| 24 maggio 1988   | 7 giugno 1990    | Giampaolo Mercati          | PCI | Sindaco                 | [ 34 ] |
| 7 giugno 1990    | 8 maggio 1995    | Luigino Sarti              | PSI | Sindaco                 | [ 34 ] |
| 8 maggio 1995    | 14 giugno 2004   | Dario Casini               | PDS, poi DS | Sindaco                 | [ 34 ] |
| 14 giugno 2004   | 20 febbraio 2006 | Alessio Ugolini            | centrosinistra, Rifondazione Comunista | Sindaco                 | [ 34 ] |
| 20 febbraio 2006 | 13 giugno 2006   | Lorenzo Abbamondi          | | Commissario Prefettizio | [ 34 ] |
| 13 giugno 2006   | 31 maggio 2011   | Franco Polcri              | centrodestra, lista civica Viva Sansepolcro (fino al 2009), lista civica Ambiente e Cultura per il Borgo (fino a luglio 2006)                 | Sindaco                 | [ 34 ] |
| 31 maggio 2011   | 20 giugno 2016   | Daniela Frullani           | Partito Democratico, Partito Socialista Italiano, lista civica In Comune                                                                      | Sindaco                 | [ 34 ] |
| 20 giugno 2016   | 18 ottobre 2021  | Mauro Cornioli             | lista civica il Nostro Borgo, lista civica Democratici per Cambiare, lista civica Insieme Possiamo                                            | Sindaco                 | [ 34 ] |
| 18 ottobre 2021  | in carica        | Fabrizio Innocenti         | Lega Salvini Premier - Forza Italia, lista civica Moderati e Riformisti, lista civica Borgo al Centro, lista civica Cittadini per Sansepolcro | Sindaco                 | [ 34 ] |

### Gemellaggi
- Signo, dal 1981
- Neuchâtel, dal 1997
- Neuves-Maisons, dal 1997

### Patti d'amicizia
- Visé
- Mindelheim, dal 2018

## Sport

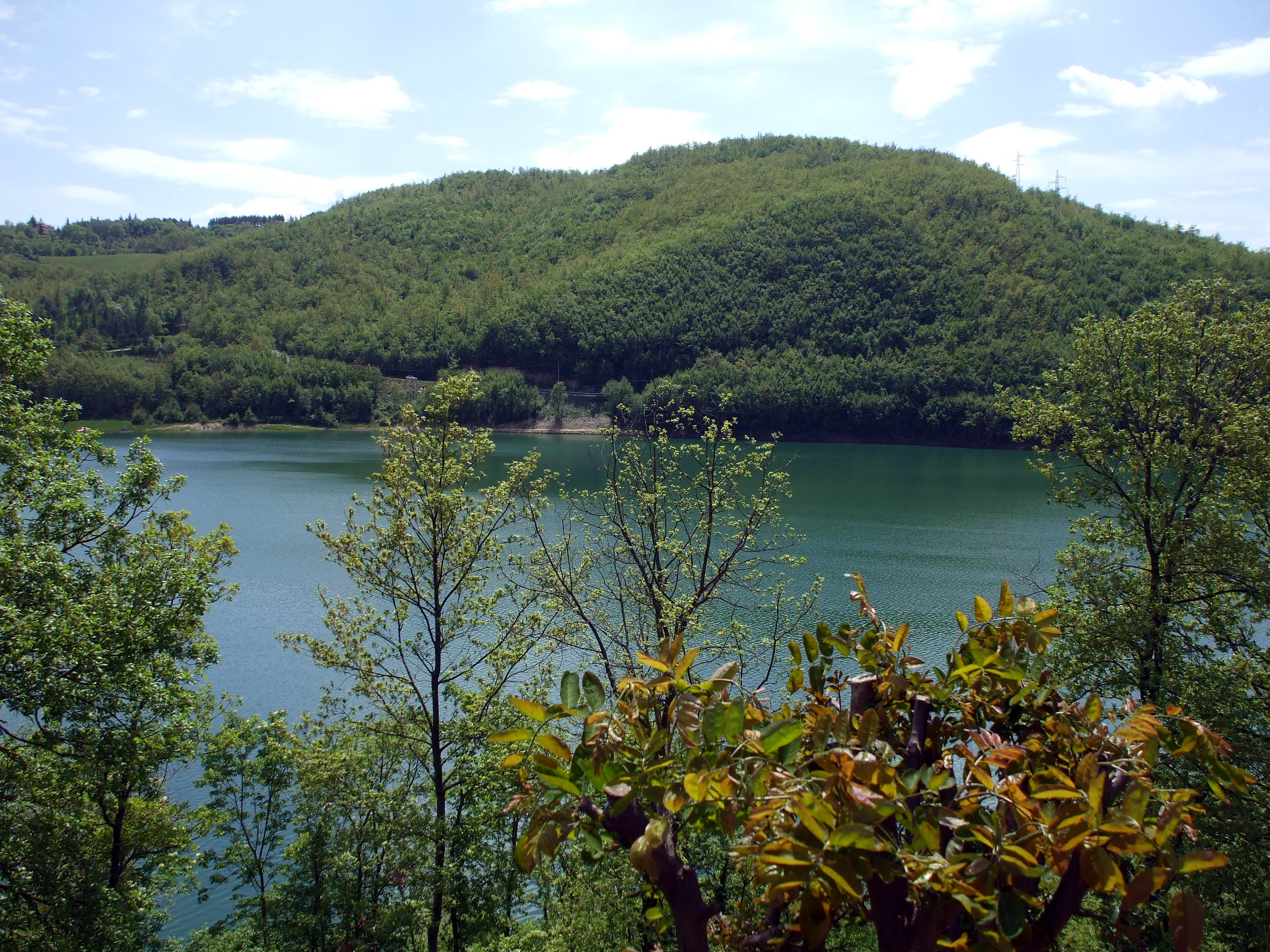
Il lago di Montedoglio, panorama sul versante comunale di Sansepolcro

Sansepolcro è stata più volte arrivo e partenza di tappa del Giro d'Italia:
- 1992 (27 maggio): 3ª tappa (arrivo), cronometro individuale vinta dallo spagnolo Miguel Induráin.
- 1999 (24 maggio): 10ª tappa (arrivo), vinta da Mario Cipollini.
- 2013 (12 maggio): 9ª tappa (partenza), vinta da Maksim Bel'kov.
- Dal 2010 a Sansepolcro si svolge la Maratona degli Appennini-Granfondo Città di Sansepolcro, manifestazione ciclistica per le categorie amatoriali.

La squadra calcistica cittadina (Vivi Altotevere Sansepolcro) milita attualmente nel campionato Eccellenza Umbria 2024-2025.
Nel 2021 Sansepolcro è stata insignita da Aces Europe "European Town of Sport" 2021.